# Yonii
YONII, de son vrai nom Yasin El Harrouk, né en 1991 à Stuttgart, en Allemagne, est un acteur et rappeur allemand d'origine marocaine.
Interprétant ses titres en allemand, il chante également en arabe marocain.

## Biographie
Yasin El Harouk naît et grandit à Stuttgart de parents marocains originaires de Berkane. Il se fait connaître en Allemagne à la suite de la publication d'un court freestyle de 4 minutes publiée par un ami sur YouTube. Quelques mois plus tard, la chaîne de son ami explose avec un nombre de deux millions de vues. YONII décide alors de lancer sa carrière musicale en publiant son premier single intitulé Ghetto. Ce single fera partie de son premier projet EP intitulé 'Entre 2 Mondes qui sort en 2017.
En 2018, il collabore avec Ismo, Riffi, Biwai et Mr. Crazy la chanson officielle de l'équipe du Maroc pour la Coupe du monde 2018.

## Discographie

### Albums studio
- 2017 : Entre 2 Mondes
- 2019 : Emeute

### Singles
- 2016 : Ghetto
- 2017 : Mama
- 2017 : Ziel halal
- 2017 : Anonym
- 2018 : Lampedusa
- 2018 : Welt sehen
- 2018 : Direction
- 2018 : Leinwand
- 2019 : Cabaret
- 2019 : Randale
- 2019 : Habibti
- 2019 : Martinique
- 2020 : Fugazi (feat. Farid Bang)

### Collaborations
- 2018 : Mabrouk 3lina de Ismo et YONII
- 2018 : DEJA VU de Mike Singer et YONII
- 2018 : Zu Spät de Mudi et YONII
- 2020 : Sans Papiers de Max Herre et YONII[5]

## Filmographie
- 2014 : Tatort - Der Wüstensohn
- 2017 : Die Herberge
- 2017 : Helen Dorn- Verlorene Mädchen
- 2017 : Tatort - Am End geht man nackt[6]
- 2017 : Alerte Cobra
- 2017 : Stralsund: Kein Weg zurück
- 2018 : Herrliche Zeiten

### Série télévisée
- 2018 : Dogs of Berlin[7]